# Lambert de Vença
|  | Per a altres significats, vegeu «Lambert de Maastricht». |

Lambert de Vença (Bauduen, Var, Provença-Alps-Costa Blava, 1084 - Vença, Alps Marítims, 1154) fou un monjo benedictí, bisbe de Vença. És venerat com a sant per diverses confessions cristianes.

## Biografia
Lambert nasqué a Bauduen en 1084; la seva mare morí en el part, i ell estudià a Riés. En fer dotze anys ingressà al monestir benedictí de Saint-Honorat de Lerins, on es crià i es feu monjo. La seva fama de virtut i austeritat va fer que fos nomenat bisbe de Vença en 1114.
Com a bisbe, inicià la construcció de l'actual catedral romànica de la Nativitat de Maria de Vença. Va donar suport als serfs en els conflictes amb els senyors feudals, fomentant la construcció de molins d'aigua per donar-los autonomia econòmica. Envià a Bauduen les relíquies de Sant Verà de Vença. Morí a Vença en 1154.
Venerat com a sant des de la seva mort, les seves relíquies són avui a la catedral de Vença.